# Quattordio
Quattordio é uma comuna italiana da região do Piemonte, província de Alexandria, com cerca de 1.753 habitantes. Estende-se por uma área de 17 km², tendo uma densidade populacional de 103 hab/km². Faz fronteira com Castello di Annone (AT), Cerro Tanaro (AT), Felizzano, Masio, Refrancore (AT), Viarigi (AT).

## Demografia
| Variação demográfica do município entre 1861 e 2011                               |
|                                                                                   |
| Fonte: Istituto Nazionale di Statistica (ISTAT) - Elaboração gráfica da Wikipedia |